# Bulbophyllum trigonobulbum
Bulbophyllum trigonobulbum é uma espécie de orquídea (família Orchidaceae) pertencente ao gênero Bulbophyllum. Foi descrita por Schltr. e Johannes Jacobus Smith em 1914.